# Damjan Kozole
Damjan Kozole(nascut el 1964 a Brežice, Eslovènia) és un cineasta eslovè els crèdits de direcció del qual inclouen el 2003 aclamat per la crítica Rezervni deli i el 2009 a tot el món. va llançar Slovenka, entre d'altres. Rezervni deli wa ser nominat per a l'Ós d'Or al 53è Festival Internacional de Cinema de Berlín; el 2008 Sight & Sound va classificar aquesta pel·lícula entre les deu pel·lícules més importants de la Nova Europa.
El 2012, Kozole va rebre el premi a la trajectòria al Fests de Cinema di Roma.
A les seves pel·lícules, "alguns dels personatges més estúpids, funky i fins i tot sòrdids descobreixen la seva pròpia humanitat" (Alissa Simon, Variety).
Per la seva nova pel·lícula Nightlife (2016) va guanyar el premi al millor director al 51è Festival Internacional de Cinema de Karlovy Vary.

## Llargmetratges seleccionats
Recanvis (Rezervni deli)
El seu llargmetratge de 2003 Rezervni deli explica la història de dos traficants d'éssers humans d'una petita ciutat d'Eslovènia que transporten migrants il·legals des de Croàcia cap a l'Europa occidental per una elevada taxa. La pel·lícula es va estrenar al Programa de Competició a Berlinale 2003 i després en més de cinquanta festivals internacionals de cinema, on va guanyar molts premis internacionals. Es va estrenar en cinemes a més de 20 països. Segons The Guardian, "l'escriptor i director eslovè Damjan Kozole ens ha regalat una de les pel·lícules més poderoses i provocadores de l'any" (Peter Bradshaw). 2008 Sight & Sound va classificar Rezervni deli entre les deu pel·lícules més importants de la "Nova Europa".
Treball equival a llibertat (Delo osvobaja)
Delo osvobaja es va estrenar al Festival Internacional de Cinema de Locarno 2005 i va guanyar el Gran Premi (Palmera d'Or) i el premi al millor director a la XXVII edició de la Mostra de València 2006. Explica la història d'un home de mitjana edat deprimit que, a causa d'un gir del destí, troba una nova alegria a la vida treballant pel bé comú. Segons Variety, "Kozole crea un estat d'ànim de cinisme afectuós, amb subtextos astuts que expliquen les debilitats de la societat contemporània" (Eddie Cockrell).
Per sempre (Za vedno)
Za vedno (2008) és un llargmetratge minimalista i de llarga durada Kozole rodat en sis nits al seu propi apartament. La pel·lícula es va estrenar al Festival Internacional de Cinema de Rotterdam 2008 i va guanyar el premi Golden Sun a la millor pel·lícula al CinEdays de Skopje, Macedònia. La història de Za vedno es desenvolupa gairebé en temps real. Assistim al que passa darrere la porta d'un apartament: els moments psicològics infernals d'una parella on es trenca la fina línia entre l'amor i l'odi. Segons la programadora del Festival Internacional de Cinema de Rotterdam, Ludmila Cvikova, "el guió està processat magistralment pel director i tota la pel·lícula està portada pels excel·lents assoliments dels dos actors principals".
Noia eslovena (Slovenka)
Slovenka (2009) es va estrenar al Festival Internacional de Cinema de Toronto de 2009 i després es va mostrar en més de 100 festivals internacionals de cinema. L'Alexandra, una eslovena de vint-i-tres anys, porta una doble vida: és una estudiant respectable i una prostituta. La pel·lícula va guanyar Gran Premi, Premi al millor director i premi al millor guió al festival de cinema de Girona 2012, premi del públic al Festival de Cinessone 2010, París i Nina Ivanisin va guanyar molts premis internacionals pel seu paper protagonista. La pel·lícula es va estrenar en cinemes a més de 50 països, als EUA sota el títol A Call Girl. Segons Moving Pictures Magazine, "la pel·lícula és, en definitiva, un estudi fascinant de la lliure empresa en caiguda lliure. En aquesta fascinant peça de cambra, el director Damjan Kozole ha ideat un nou estil de narrativa per transmetre una visió de cultura capitalista alhora escandalosa i sense jutjar" (Shaz Bennett).
Vida nocturna (Nočno življenje)

## Pel·lícules documentals
Kozole també és autor de molts documentals que tracten sobre les arts visuals com Ulay's journal from November to November, un llargmetratge documental sobre l'artista Ulay (2012) o Dve ali tri stvari, ki jih vem o njej, sobre l'artista visual Zora Stančič (2010) i pel·lícules documentals que tracten temes socials com Dolge počitnice, un llargmetratge documental sobre ciutadans formalment esborrats (2012, Millor documental eslovè de l'any).

## Filmografia
- 1987 Usodni telefon
- 1988 Remington
- 1995: Negativni total (documental)
- 1997 Stereotip
- 2000 Porno film
- 2003 Rezervni deli
- 2004 Visions of Europe (omnibus)
- 2005 Delo osvobaja
- 2008 Za vedno
- 2009 Slovenka
- 2012 Dolge počitnice (documental)
- 2016 Nočno življenje
- 2019 Polsestra